# Costa Rica tartományainak zászlói
Ez a galéria Costa Rica 7 tartományának zászlóit mutatja be.

Alajuela tartomány
Cartago tartomány
Guanacaste tartomány
Heredia tartomány
Limón tartomány
Puntarenas tartomány
San José tartomány